# Église San Giorgio dei Genovesi
L'église San Giorgio dei Genovesi (Saint-Georges-des-Génois), ou San Giorgio alla Commedia Vecchia, est une église baroque du cœur historique de Naples située via Medina (it), à deux portes du palais d'Aquino di Caramanico. Elle dépend de l'archidiocèse de Naples et elle est dédiée à saint Georges.

## Histoire et description
Cette église typique du baroque napolitain est bâtie d'après les dessins de Bartolomeo Picchiatti au début du XVIIe siècle. Elle doit son nom à l'importante communauté génoise de la ville  qu'elle dessert à cette époque.
L'église est construite selon un plan de croix latine, surmontée d'une coupole, et richement décorée de stucs.
On remarque à l'intérieur un tableau de Caracciolo, Saint Antoine ressuscite un mort. La troisième chapelle à droite possède des fresques (1770) de Giacomo Cestaro et un tableau d'Andrea da Salerno, Saint Georges abattant le dragon.
Le maître-autel présente un bas-relief figurant Saint Augustin de l'école toscane du XVIIe siècle.